# Pico de Urbión

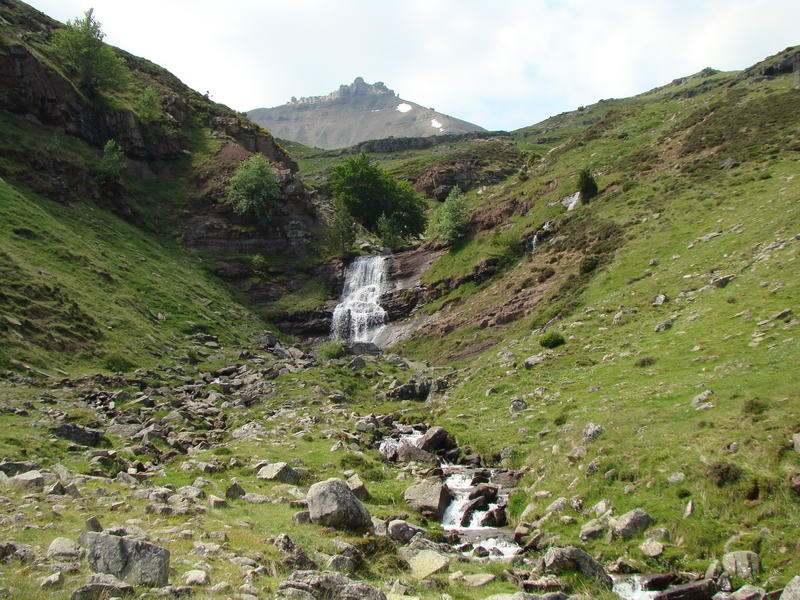
Pico de Urbión und Río Urbión

Der 2228 m hohe Pico de Urbión ist die höchste Erhebung des gleichnamigen Gebirgszugs der Picos de Urbión, einem Teil des im Norden Spaniens gelegenen Iberischen Gebirges.

## Lage
Der Pico de Urbión liegt auf der Grenze zwischen den spanischen Provinzen Burgos, Soria und La Rioja. Er befindet sich etwa 10 km (Luftlinie) nördlich des in der Provinz Soria gelegenen Ortes Covaleda.

## Flüsse
Die Picos de Urbión bilden eine bedeutende Wasserscheide auf der Iberischen Halbinsel: Am Südhang entspringt der Fluss Duero, einer der längsten Flüsse der Iberischen Halbinsel, der letztlich in den Atlantik mündet. Auf der Nordwestseite liegen drei kleine Bergseen (lagunas), aus denen der Río Urbión entspringt, dessen Wasser über den Ebro ins Mittelmeer fließen.

## Besteigung
Von Süden (Covaleda) oder von Südosten (Laguna Negra) führen Wanderwege bis auf etwa 1800 m Höhe. Mit geeignetem Schuhwerk ist bei gutem Wetter eine Besteigung des Gipfels möglich.